# Snežnik (wieś)
Snežnik – wieś w Słowenii, w gminie Ilirska Bistrica. W 2018 roku liczyła 20 mieszkańców.